# Еленевский, Георгий Сергеевич
Георгий Сергеевич Еленевский (1902—1976) — советский учёный в области авиастроения, доктор технических наук, профессор.

## Биография
Родился в 1902 году в семье земского врача с. Бутурлиновка Бобровского уезда Воронежской губернии Сергея Кузьмича Еленевского и Анны Тимофеевны Плаксицкой.
После окончания механического факультета МВТУ имени Н. Э. Баумана (1928) работал в конструкторском бюро завода № 25, (главный конструктор Н. Н. Поликарпов). С 1930 г. руководитель группы расчета на прочность Опытного отдела № 3 (ОПО-3) Авиатреста на заводе № 22.
С 1934 по 1976 год в ЦАГИ, участвовал в создании самолётов Ил-14, АНТ-36, АНТ-37, АНТ-25, Су-2 и других.
От ЦАГИ работал в ОКБ Туполева и (с 1939 г.) ОКБ Сухого, руководитель бригады. Во время войны — начальник бригады завода № 39 НКАП. Награждён орденом Трудового Красного Знамени (16.09.1945).
Специалист в области строительной механики и расчета на прочность авиационных конструкций.
Доктор технических наук (1956). Тема диссертации «Строительная механика крыла переменного сечения».
По совместительству — профессор кафедры «Строительная механика и прочность» МАИ.

## Семья
- Жена — Еленевская (урожденная Некрасова) Валентина Михайловна (1903—1971)
- Сын — Еленевский, Андрей Георгиевич (1928—2010) — советский и российский ботаник, доктор биологических наук, профессор.

## Сочинения
- Строительная механика крыла переменного сечения [Текст]. — Москва : Оборонгиз, 1954. — 228 с., 1 л. табл. : черт., табл.; 23 см.
- Определение внутренних усилий в элементарной коробке крыла переменной высоты по хорде и размаху при нагружении её бимоментом [Текст]. — Москва : [б. и.], 1969. — 30 с. : черт.; 26 см.
- Угловые деформации стреловидного крыла [Текст] / Г. С. Еленевский. — Москва : Оборонгиз, 1956. — 33 с. : ил.; 29 см.
- Приближенный метод расчета температурных полей конструкции при нестационарных режимах полета [Текст] / Г. С. Еленевский. — [Москва] : [б. и.], 1962. — 56 с., 1 л. табл. : ил.; 29 см.
- Исследование влияния некоторых жесткостных факторов на напряжения и деформации конструкции типа треугольного крыла, закрепленного на упругом фюзеляже [Текст] / Г. С. Еленевский. — Москва : Бюро науч. информации ЦАГИ, 1965. — 102 с. : ил.; 25 см.
- О расчете на прочность лодки с учётом потери устойчивости продольного набора [Текст] / Г. С. Еленевский. — Москва : Центр. аэрогидродинамич. ин-т им. проф. Н. Е. Жуковского, 1937 (5 тип. Трансжелдориздата). — Обл., 40, [2] с., без тит. л. : черт.; 22х14 см.
- О напряжениях и деформациях трапецевидного крыла при скручивании [Текст] / Г. С. Еленевский. — [Москва] : изд. и тип. Изд-ва Бюро новой техники НКАП, 1946. — 41 с., включ. 1 с. обл. : черт.; 28 см.
- Работа двухлонжеронного трапецеидального крыла на кручение [Текст] / Г. С. Еленевский. — Москва : Центр. аэро-гидродинамич. ин-т им. проф. Н. Е. Жуковского, 1935 (16 тип. треста «Полиграфкнига» и 1 газ. тип. «Мособлполиграфа»). — Обл., 130 с., 1 вкл. л. табл. : черт.; 26х18 см.
- Расчет кольца на многих опорах под действием аксиальных нагрузок [Текст] / Г. С. Еленевский. — Москва : Центр. аэро-гидродинамич. ин-т им. проф. Н. Е. Жуковского, 1935 (16 тип. треста «Полиграфкнига» и тип. МАИ). — Обл., 32, [2] с. : черт.; 25х17 см.
- Кручение двухлонжеронного пирамидального крыла с непрерывно расположенными жесткими на изгиб нервюрами [Текст] / Г. С. Еленевский, В. М. Даревский. — Москва : изд. и тип. Центр. аэро-гидродинамич. ин-та им. проф. Н. Е. Жуковского, 1937. — Обл., 44 с. : черт.; 26х17 см.
- Весовые формулы элементов крыла с профилем толщиной 6-14 % [Текст] / Г. С. Еленевский, В. А. Аваев, Н. Л. Гузиков. — Москва : Бюро новой техники, 1947. — 20 с. : ил.; 29 см.
- Расчет на прочность металлических лодок гидросамолетов [Текст] / Г. С. Еленевский, С. А. Носов, А. Н. Кессених. — Москва : Центр. аэро-гидродинам. ин-т им. проф. Н. Е. Жуковского, 1940. — 160 с. : черт. и граф.; 25 см.